# Deadly Skies (jeu vidéo, 2001)
Deadly Skies, nommé Airforce Delta II (エアフォースデルタII) au Japon, ou Airforce Delta Storm aux États-Unis, est un simulateur de vol de combat développé et édité par Konami en 2001 sur Xbox. Il a été adapté sur Game Boy Advance en 2002. Le joueur incarne un pilote d'avion de chasse et doit effectuer diverses missions à bord de son engin.